# 楚古爾島

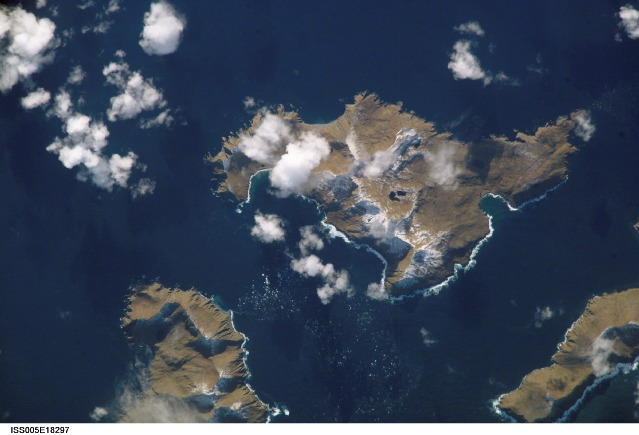

楚古爾島是美國的島嶼，位於太平洋海域，屬於安德烈亞諾夫群島的一部分，由阿拉斯加州負責管轄，長7.5公里、寬5.7公里，島上無人居住。

## 外部連結
- Chugul （页面存档备份，存于）

51°56′37″N 175°49′14″W / 51.94361°N 175.82056°W